# Brčko
Brčko (kyrilliska: Брчко) är en stad i distriktet Brčko i nordöstra Bosnien och Hercegovina. Staden ligger vid floden Sava som utgör gränsen till Kroatien, cirka 117 kilometer nordost om Sarajevo. Brčko hade 39 893 invånare vid folkräkningen år 2013.
Av invånarna i Brčko är 48,68 % serber, 43,84 % bosniaker, 3,65 % kroater, 0,83 % romer och 0,35 % bosnier (2013).
Brčko ockuperades under kriget av Serbiska republiken, men hör sedan 1999 till distriktet Brčko, som är en fristående administrativ enhet. Staden symboliserar landets enighet. Bland annat skolklasser i staden har integrerat alla olika etniska grupper sedan 2001.
Brčko har kallats för Europas enda fristad på grund av sin hög grad av autonomi: staden har till exempel sitt eget skol- och rättegångssystem.

## Sport
Volleybollklubben ŽOK Jedinstvo Brčko, som vunnit alla bosniska mästerskap sedan 2007, har sitt säte i staden.